# Gaëtan Karlen
Gaëtan Karlen (Sion, Suiza; 7 de junio de 1993) es un futbolista suizo. Su posición es delantero y su actual club es el FC Sion de la Superliga de Suiza.

## Estadísticas

### Clubes
Actualizado al último partido jugado el 29 de mayo de 2023.
| FC Sion · Suiza | 1.ª                 | 2012-13             | 3   | 1  | -  | - | - | - | 3   | 1  | 0.33 |
| FC Sion · Suiza | 1.ª                 | 2013-14             | 6   | 0  | -  | - | - | - | 6   | 0  | 0.00 |
| FC Sion · Suiza | 1.ª                 | 2014-15             | 8   | 0  | 1  | 0 | - | - | 9   | 0  | 0.00 |
| FC Sion · Suiza | 1.ª                 | 2020-21             | 34  | 9  | 2  | 1 | - | - | 36  | 10 | 0.28 |
| FC Sion · Suiza | 1.ª                 | 2021-22             | 21  | 2  | 2  | 1 | - | - | 23  | 3  | 0.11 |
| FC Sion · Suiza | 1.ª                 | 2022-23             | 19  | 0  | 1  | 0 | - | - | 20  | 0  | 0.00 |
| FC Sion · Suiza | Total               | Total               | 91  | 12 | 6  | 2 | 0 | 0 | 97  | 14 | 0.18 |
| FC Biel-Bienne · Suiza | 2.ª                 | 2013-14             | 17  | 9  | -  | - | - | - | 17  | 9  | 0.53 |
| FC Biel-Bienne · Suiza | 2.ª                 | 2015-16             | 17  | 4  | -  | - | - | - | 17  | 4  | 0.24 |
| FC Biel-Bienne · Suiza | Total               | Total               | 34  | 13 | 0  | 0 | 0 | 0 | 34  | 13 | 0.38 |
| FC Thun · Suiza | 1.ª                 | 2014-15             | 16  | 2  | -  | - | - | - | 16  | 2  | 0.13 |
| FC Thun · Suiza | Total               | Total               | 16  | 2  | 0  | 0 | 0 | 0 | 16  | 2  | 0.13 |
| Neuchâtel Xamax FC · Suiza                                                                                                | 2.ª                 | 2016-17             | 36  | 18 | 1  | 0 | - | - | 37  | 18 | 0.49 |
| Neuchâtel Xamax FC · Suiza                                                                                                | 2.ª                 | 2017-18             | 29  | 8  | -  | - | - | - | 29  | 8  | 0.28 |
| Neuchâtel Xamax FC · Suiza                                                                                                | 1.ª                 | 2018-19             | 14  | 2  | 2  | 0 | - | - | 16  | 2  | 0.13 |
| Neuchâtel Xamax FC · Suiza                                                                                                | 1.ª                 | 2019-20             | 19  | 7  | 1  | 1 | - | - | 20  | 8  | 0.40 |
| Neuchâtel Xamax FC · Suiza                                                                                                | Total               | Total               | 98  | 35 | 4  | 1 | 0 | 0 | 102 | 36 | 0.35 |
| Total en su carrera | Total en su carrera | Total en su carrera | 239 | 62 | 10 | 3 | 0 | 0 | 249 | 65 | 0.30 |
| (1) Incluye datos de Copa Suiza. (2) Incluye datos de Liga Europa de la UEFA. (3) No incluye goles en partidos amistosos. |                     |                     |     |    |    |   |   |   |     |    |      |

## Palmarés

### Títulos nacionales
| Título           | Club               | País  | Año     |
| ---------------- | ------------------ | ----- | ------- |
| Challenge League | Neuchâtel Xamax FC | Suiza | 2017-18 |